# 海口街道
海口街道是中国云南省昆明市西山区下辖的一个街道，北与碧鸡街道接壤。

## 行政区划
海口街道下辖以下地区：
海门社区、里仁社区、白鱼社区、海丰社区、中新社区、中宝社区、桃树社区、中平社区、云龙社区、青鱼社区、双哨社区、山冲社区和云光社区。